# Okres Albula
Okres Albula (německy Region Albula, rétorománsky Alvra) je jedním z 11 okresů kantonu Graubünden ve Švýcarsku, které vznikly v důsledku územní reformy k 1. lednu 2016.
Zahrnuje údolí Albulatal, povodí řeky Julia a Oberhalbstein. Oblast se také nazývá Surmeir.
S výjimkou obce Mutten (od 1. ledna 2016 se přesunula do okresu Viamala) je okres Albula totožný s okresem Albula, který existoval do 31. prosince 2015.

## Seznam obcí
| Znak           | Název obce     | Počet obyvatel (31. 12. 2022) | Rozloha (km²) | Hustota zalidnění (obyv./km²) |
| -------------- | -------------- | ----------------------------- | ------------- | ----------------------------- |
| Albula/Alvra   | Albula/Alvra   | 1327                          | 93,93         | 14                            |
| Bergün Filisur | Bergün Filisur | 914                           | 190,14        | 5                             |
| Lantsch/Lenz   | Lantsch/Lenz   | 531                           | 21,81         | 26                            |
| Schmitten      | Schmitten      | 212                           | 11,35         | 20                            |
| Surses         | Surses         | 2377                          | 323,77        | 7                             |
| Vaz/Obervaz    | Vaz/Obervaz    | 2749                          | 42,51         | 66                            |
| Celkem (6)     | Celkem (6)     | 8080                          | 683,51        | 12                            |